# BR-458
De BR-458 is een federale weg in de deelstaat Minas Gerais in het zuidoosten van Brazilië. De weg is een verbindingsweg tussen Ipatinga en Tarumirim.
De weg heeft een lengte van 79,9 kilometer.

## Aansluitende wegen
- BR-381, MG-232 en MG-425 bij Ipatinga
- BR-116 bij Dom Cavati

## Plaatsen
Langs de route liggen de volgende plaatsen:
- Ipatinga
- Bugre
- Iapu
- Dom Cavati
- Tarumirim